# Diagrama de latimer
No Diagrama de Latimer para um elemento, o valor numérico do potencial padrão, em Volts, é escrito sobre uma linha horizontal que conecta as espécies em diferentes estados de oxidação. A espécie de maior estado de oxidação fica à esquerda e a espécie com menor estado de oxidação fica à direita.

## Exemplo
O diagrama de Latimer para o cloro em solução ácida é:
A notação do perclorato reduzindo para clorato indica:
ClO4- (aq) + 2H+ (aq) + 2e- → ClO3- (aq) + H2O(l) EΘ= +1,20 V
Como visto nesse exemplo a conversão de um diagrama de Latimer à semi-reações envolve um balanceamento, incluindo a espécie predominante presente em soluções ácida aquosa (H+ e H2O). O acerto de cargas se dá pela inserção de elétrons.

## Espécies não-adjacentes
O potencial padrão para espécies não-adjacentes pode ser obtido convertendo os potenciais para as energias de Gibbs. Como alternativa direta usa-se a equação:
E°= (v' E° ' + v'' E° '')/ v' + v''
Onde: E° - potencial padrão
v - diferença do número de oxidação em módulo

## Alguns usos dos diagramas de Latimer

### Identificar ácidos fortes e fracos
A presença no diagrama, de um ácido na forma associada indica que o ácido é fraco e que se trata de um diagrama para meio ácido.
Exemplo: no diagrama de latimer para o cloro a espécie HClO encontra-se associada, isso indica uma dissociação muito pequena, portanto é a espécie predominante em pH = 0.
O mesmo vale para diagramas em meio básico, a presença no diagrama, de uma base na forma associada indica que a base é fraca e que se trata de um diagrama para meio básico.

### Identificar processos espontâneos
As reações de redução serão espontâneas de acordo com o valor do potencial, quando este é positivo o processo é espontâneo. Para leitura do potencial de oxidação deve-se inverter o sinal e realizar a leitura do diagrama da direita para a esquerda, se o potencial for positivo a oxidação é espontânea.
Reações de desproporcionamento - é quando uma espécie química sofre simultaneamente oxidação e redução, ou seja, há tanto um aumento quanto uma diminuição no seu número de oxidação, esse processo é conhecido como uma reação de autorredução ou autorredox.
Para reconhecermos o desproporcionamento no diagrama de latimer observamos o E ° de redução à direita é mais positivo do que o E° de oxidação a esquerda. (significa ΔE°>0 - processo espontâneo).